# Оно Дайсуке
Оно Дайсуке (яп. 小野 大輔, Ono Daisuke, нар. 4 травня 1978) — сейю, працює на компанію Mausu Promotion, до цього на Aoni Production.

## Ролі в аніме
2002
- Сталева тривога — Сета Сакамото

2003
- Ashita no Nadja — Массімо в 20 серії
- Black Jack — Співробітник Б
- Gensomaden Saiyuki — Демон в 18 серії
- Godannar — Сугіяма
- Rockman.EXE Axess — Прізмен
- Scrapped Princess — Кідаф

2004
- Agatha Christie's Great Detectives Poirot and Marple — Гарольд в 23 серії
- Futakoi — Дзюнтаро Гонда
- Gensomaden Saiyuki — Бодзу
- Godannar SECOND SEASON — Сугіяма
- Ninja Nonsense: The Legend of Shinobu — Ніндзя номер 2
- Rockman.EXE Stream — Прізмен
- Konjiki no Gash Bell!! — Гофуре
- Сумна пісня — Батько Коти

2005
- Air — Юкіто Кунісакі, Сора
- Best Student Council — Юити Кімідзука
- Eyeshield 21 — Кенг Мідзуматіі
- Fushigiboshi no Futagohime — Аарон
- Ginga Legend Weed — Кайт
- Hell Girl — Масая Катаока
- Noein: To Your Other Self — Енран
- Rozen Maiden ~ träumend ~ — Ендзю
- Starship Operators — Гото в серії 1
- Кров + — Соріматі

2006
- Gift ~ eternal rainbow ~ — Сакагуті
- Higurashi no Naku Koro ni — Мамору Акасака
- Kashimashi: Girl Meets Girl — АСУТ Соро
- Mamoru-kun ni Megami no Shukufuku wo! — Травні Судо
- Night Head Genesis — Бета
- Rec — Есио Хатакеда
- Red Garden — Нік
- Бліч — Мабасі
- Клинок відьом — Облога
- Меланхолія Харухі Судзумії — Іцукі Койдзумі

2007
- Ballad of a Shinigami — Мацумото в 6 серії
- Dragonaut-The Resonance- — Дзін Камісіна
- Engage Planet Kiss Dum — Сю Айба
- Higurashi no Naku Koro ni Kai — Мамору Акасака
- Idolmaster: Xenoglossia — Нарабі Дайдо
- Kaze no Stigma — Кадзума Ягами
- Kotetsushin Jeeg — Кендзі Кусанаги
- Magical Girl Lyrical Nanoha StrikerS — Веросса Акоус
- Minami-ke — Хосака
- Rental Magica — Кагедзакі
- Seto no Hanayome — Кай Мікава

2008
- Chaos; Head — Дайсуке Місумі
- Minami-ke: Okawari — Хосака
- Монохромний Фактор — Акіра Никайдо
- Neo Angelique Abyss — Хюга
- Wagaya no Oinari-sama — Ебісу
- Темний дворецький (сезон перший) — Себастьян Мікаеліс

2009
- 11 очей — Какеру Сацукі
- Suzumiya Haruhi-chan no Yuutsu — Іцукі Коїдзумі
- Nyoron Tsuruya-san — Іцукі Коїдзумі
- Hanasakeru Seishounen — Юджин де Волкан
- Miracle Train ~ Oedo-sen e Yokoso ~ — Ідзаеі Цукісіма
- Серця Пандори — Джек Безаріус
- Umineko no Naku Koro ni — Баттлер Усіромія

2010
- Темний дворецький (сезон другий) — Себастьян Мікаеліс
- Blood Jewel — Джек Джекерс
- Легенда про легендарних героїв — Сіон Астал
- Durarara!! — Сідзуо Хеівадзіма
- Fortune Arterial — Кохей Хасекура
- Зрада Знає Моє Ім'я — Хоцумі Рендзі
- Starry Sky — Судзуя Тодзукі
- Shinrei Tantei Yakumo — Якумо Сайто

2011
- Бліч (сезон шістнадцятий) — Сюкуро Цукісіма
- Синій Екзорцист — Артур Огюст Ангел
- Bibliotheca Mystica de Dantalian — Х'ю Ентоні Дісвард
- Working!! (Сезон другий) — Дзюн Сато

2012
- Kuroko no Basuke — Синтаро Мідоріма
- Brave 10 — Сайдзі Кірігакуре
- K — Куро Ятогамі
- Magi: Labyrinth of Magic — Синдбад
- Принц тенісу — Кадзуо Токугава

2013
- Ринок Тамако — Каору Ханасе
- Сестри Мінамі (сезон третій) — Хосака
- Shingeki no Kyojin — Ервін
- Kakumeiki Valvrave — Каїн
- Karneval — Хірата
- Brothers Conflict — Субару Асахіна

2014
- Noragami — Дайкоку
- Kamigami no Asobi — Аїд (Гадес)

#### 2016
- JoJo’s Bizarre Adventure: Diamond Is Unbreakable — Джотаро Куджо

2023
- Сімейне життя легковажної відьми — Ґрінд